# Duygu Üçdağ
Duygu Üçdağ (née Çetav le 7 juin 1988 à İstanbul) est une joueuse de volley-ball turque. Elle mesure 1,80 m et joue au poste de passeuse. Elle totalise 19 sélections en équipe de Turquie.

## Clubs
| Club                  | De        | À         |
| --------------------- | --------- | --------- |
| Yeşilyurt İstanbul    | 2004-2005 | 2009-2010 |
| Pursaklar Belediyesi  | 2010-2011 | 2010-2011 |
| İller Bankası Ankara  | 2011-2012 | 2011-2012 |
| Bursa BBSK            | 2012-2013 | 2012-2013 |
| Halkbank Ankara       | 2013-2014 | 2013-2014 |
| Salihli Belediyespor  | 2014-2015 | 2014-2015 |
| Nilüfer Belediye      | 2015-2016 | 2015-2016 |
| İlbank Ankara         | 2016-2017 | 2016-2017 |
| Balıkesir BBSK        | 2017-2018 | 2017-2018 |
| PTT Spor Kulübü       | 2018-2019 | 2018-2019 |
| Kuzeyboru Spor Kulübü | 2019-2020 | …         |